# أبو طاهر الجنابي

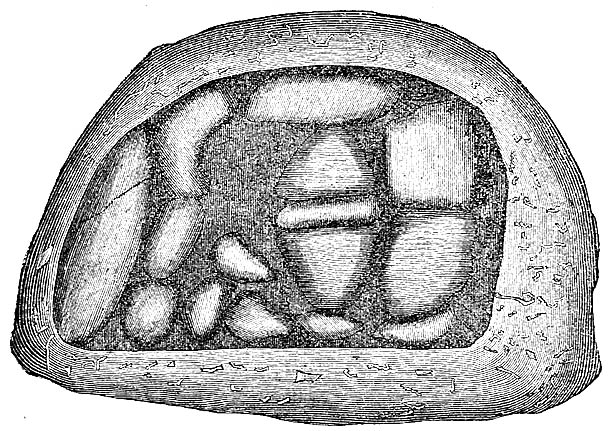
صورة للحجر الأسود والذي اقتلعه الجنابي. من كتاب للسويدي Nyström

أَبُو طَاهِرٍ سُلَيْمَانُ بْنُ الْحَسَنِ بْنِ بَهْرَامَ الْجَنَّابِيُّ الْهَجَرِيُّ الْقِرْمِطِيُّ (رمضان 294 – 332هـ / 1 يناير [كانون الثاني] 906 – 944م) هو ملك البحرين، وقاطع طريق وزعيم القرامطة.

## نسبه
هو سليمان بن الحسن بن بهرام الجنابي الهجري، أبو طاهر القرمطي، نسبته إلى «جنابة» من بلاد فارس. اشتهر بغارة شنها على مكة يوم التروية سنة 317 هـ والناس محرمون، ونهب أموال الحجاج وقتل منهم الكثير، قيل بلغ قتلاه في مكة نحو ثلاثين ألفا. وكان يصيح على عتبة الكعبة:
واقتلع الحجر الأسود وأرسله إلى هجر مكث فيها عشرون سنة حتى أعاده أبو محمد شنبر بن الحسن إلى موضعه، بعدما بعث إليه أمير الدولة الفاطمية يأمره بإعادة الحجر الأسود إلى مكانه. عرّى البيت الحرام وأخذ بابه وردم زمزم بالقتلى. وعاد إلى هجر ومات فيها كهلا بالجدري. حاول اخذ ميزاب الكعبة ولكن قتلت قبيلة هذيل معظم جنوده الذين حاولوا الصعود الى الميزاب. وحاربته هذيل في جميع انحاء مكة حتى هرب منها متوجها الى الأحساء ومات فيها مريضا.